# Rotatoria

Segnaletica verticale della rotatoria

Segnale di pericolo indicante una rotatoria, posto 150 m prima della stessa su strade urbane ed extraurbane

La rotatoria (o rotonda, o rondò dal francese rondeau), è un tipo di intersezione a raso fra due o più strade. Svolge la funzione di moderazione e ottimizzazione del traffico.
L'incrocio fra le strade è sostituito da un anello stradale (detto anche corona giratoria) a senso unico che si sviluppa intorno ad uno spartitraffico di forma più o meno circolare. I flussi di traffico lo percorrono in senso orario nei paesi in cui si marcia a sinistra, in senso antiorario nei paesi dove si guida a destra.

## Storia

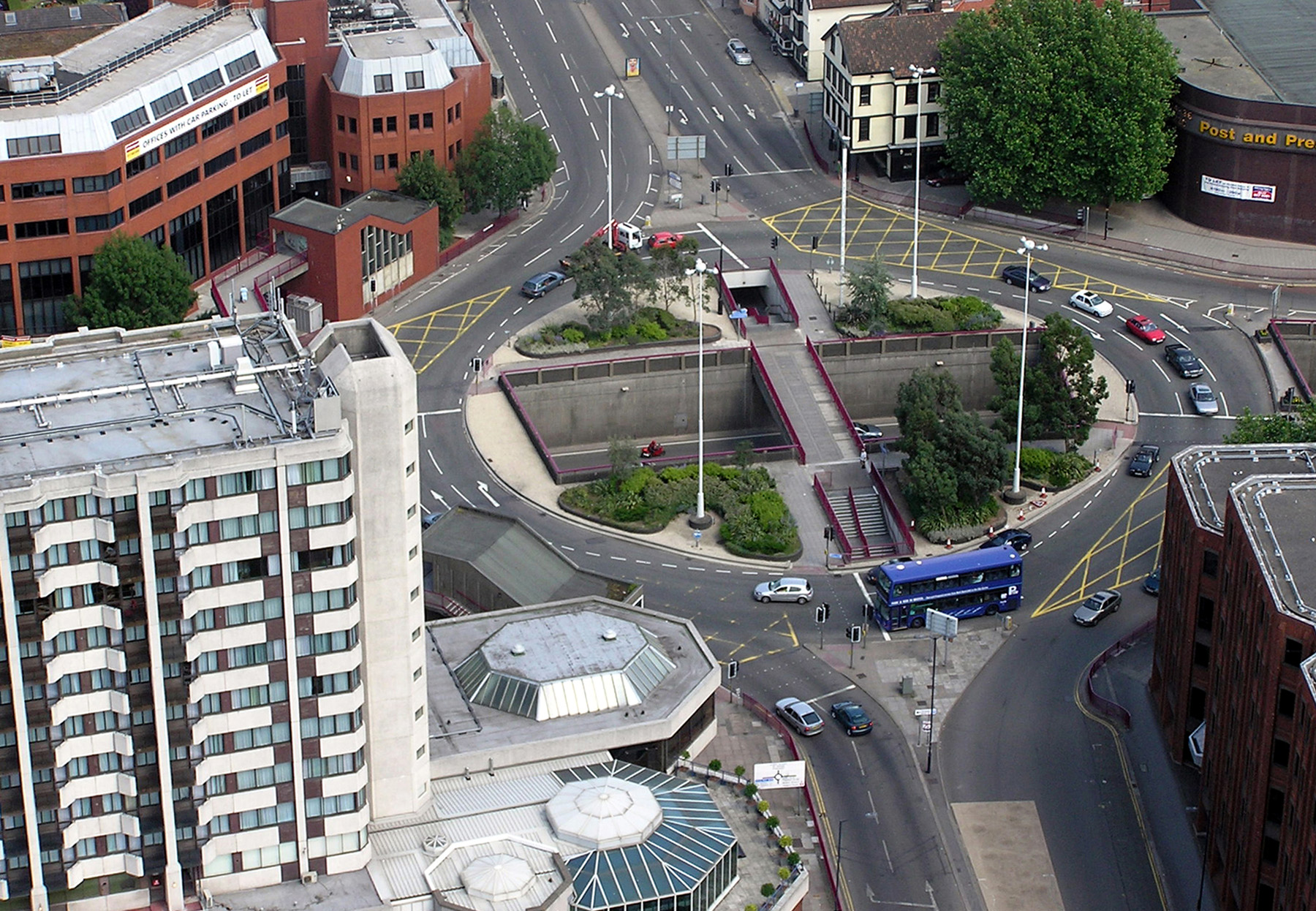
Rotatoria a Bristol (in senso orario)

Simulazione del traffico all'interno di una rotatoria nei paesi in cui la guida è a destra (circolazione in senso antiorario)

La prima rotatoria nel Regno Unito fu Piccadilly Circus realizzata nel 1819. A questa seguirono altre moderne rotatorie quali quella realizzata a New York nel 1904, o la sistemazione del rond-point dell'Etoile di Parigi.
L'invenzione di Eugène Hénard, famoso urbanista francese, si diffuse rapidamente in Europa. 
L'uso generalizzato comincia a prendere piede negli anni sessanta, nella ingegnerizzazione britannica delle isole spartitraffico circolari, finalizzata a risolvere la scarsa capacità di smaltire forti flussi di traffico ed i problemi di sicurezza stradale ad essi legati.
Nel 1966 il Regno Unito generalizza la norma della precedenza ai veicoli che stanno già impegnando la rotatoria, mentre nel 1983 si adegua anche la Francia. Da allora la rotatoria, con obbligo di precedenza non convenzionale (nei paesi con guida a destra, a sinistra anziché a destra, ovvero chi si trova all'interno ha la precedenza su chi si deve ancora inserire), si diffonde rapidamente in tutta l'Europa occidentale.
Il primo comune italiano ad adottare la rotatoria è stato Lecco, nel 1989. Anche se da una foto del 1958 presente nella Biblioteca comunale Panizzi a Reggio Emilia si vede già una rotonda a Reggio Emilia nell'attuale circonvallazione, poi negli anni a venire venne sostituita da semafori.
A Cattolica con l'uso delle rotatorie si è passati, in un anno da 1800 a 300 incidenti stradali. La provincia di Treviso ha investito 500 milioni di euro nel "Progetto Rotatorie" ed è riuscita ad inaugurare più di 250 nuove rotatorie riducendo dal 1997 al 2006 di più del 50% il numero dei decessi sulle strade.

## Elementi e dimensioni

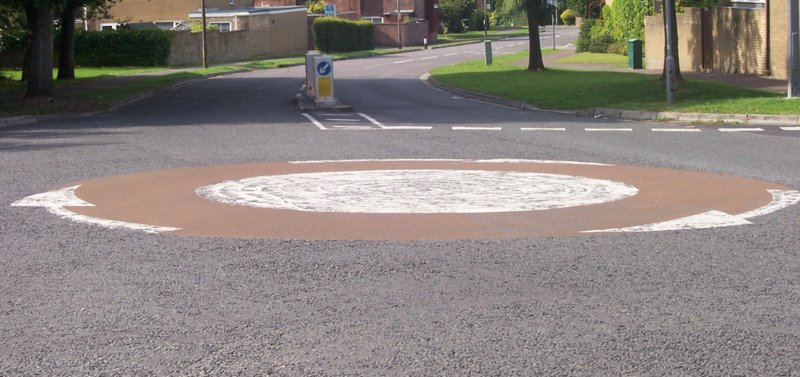
Una mini-rotatoria nel Regno Unito, dove per il centro viene utilizzato un cerchio bianco. Le frecce mostrano la direzione in cui il traffico deve scorrere.

Esistono rotatorie di varie dimensioni, in relazione ai flussi di traffico che esse devono sopportare, alla localizzazione (urbana o interurbana), allo spazio disponibile. In particolare le indicazioni fornite dal Ministero delle Infrastrutture e dei Trasporti (a carattere pre-normativo "Norme sulle caratteristiche funzionali e geometriche delle intersezioni stradali") distingue sei categorie di rotatorie, che sono:
- mini-rotatorie
- urbane compatte
- urbane a singola corsia
- urbane a doppia corsia
- inter-urbane a singola corsia
- inter-urbane a doppia corsia

In particolare si sottolinea l'introduzione anche in Italia della tipologia di mini-rotatoria, già diffusa in Francia, che consente l'utilizzo di questa tipologia di intersezione anche in ambiti dove risulta scarsa la disponibilità di spazio. La caratteristica fondamentale è che l'isola centrale è transitabile, al fine di facilitare la manovra dei mezzi pesanti.
L'anello destinato al traffico ha solitamente larghezza compresa fra i 7 e i 10 metri, riducibile in casi particolari (come da foto esemplificativa) con opportune geometrie dell'innesto dei bracci. Il suo diametro esterno De è compreso normalmente fra i 25 ed i 60 metri, a seconda del numero di corsie delle strade che vi confluiscono, ma può scendere fino a 13 metri nel caso di mini-rotatoria.
La banchina complanare all'anello (e quindi eccezionalmente transitabile) deve essere larga 1,5 m se De < 30 m, 0,5 m se De uguale o maggiore a 30 m.
L'isola spartitraffico opportunamente rilevata, per impedirne l'attraversamento avrà diametro conseguente.
In estrema sintesi, ma con altrettanta semplificazione di massima si avrà
- De compreso fra 13 e 60 m.
- Db compreso fra 3-4 e 40 m.
- Di da 0 a 19 m e oltre, a seconda della geometria complessiva della rotatoria.

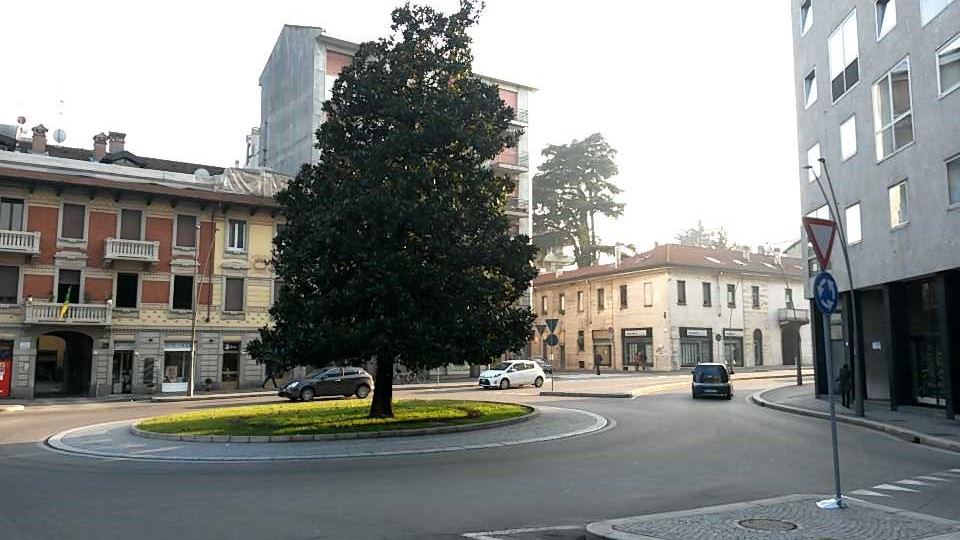
Una rotatoria ovale nel Comune di Legnano (MI).

## Particolari tipi
Un tipo di rotatoria sopraelevata è stato utilizzato nel tratto metropolitano della superstrada Milano-Lecco. In tal caso è la stessa struttura ad anello a far da cavalcavia. L'interconnessione fra la strada a due carreggiate e le strade urbane che la intersecano e vi si immettono risulta assai fluida ed impegna porzioni di territorio abbastanza contenute.
Recentemente sono stati realizzati diversi svincoli, con configurazione cosiddetta "a diamante" o "alla olandese", e costituiti da una rotatoria a raso, sottostante il passante di Mestre, che smista i flussi di traffico provenienti dalle 4 rampe monodirezionali, due di ingresso e due di uscita, su cui sono posizionati 4 diversi caselli ad alta automazione.
Un altro tipo particolare di rotatoria è la Magic Roundabout a Swindon (Regno Unito) realizzata nel 1972.

## Utilizzo artistico

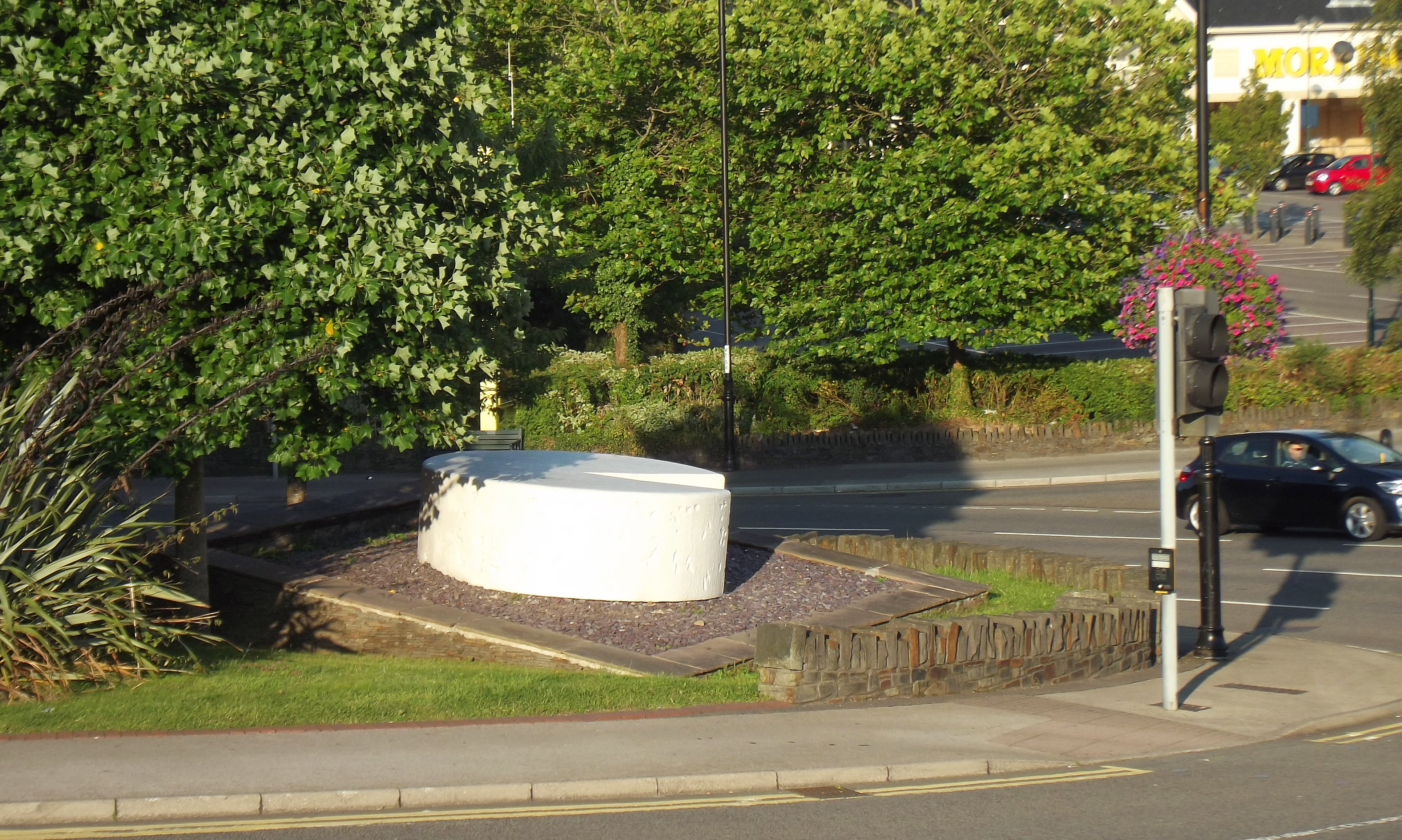
Una rotatoria dedicata al formaggio Caerphilly.

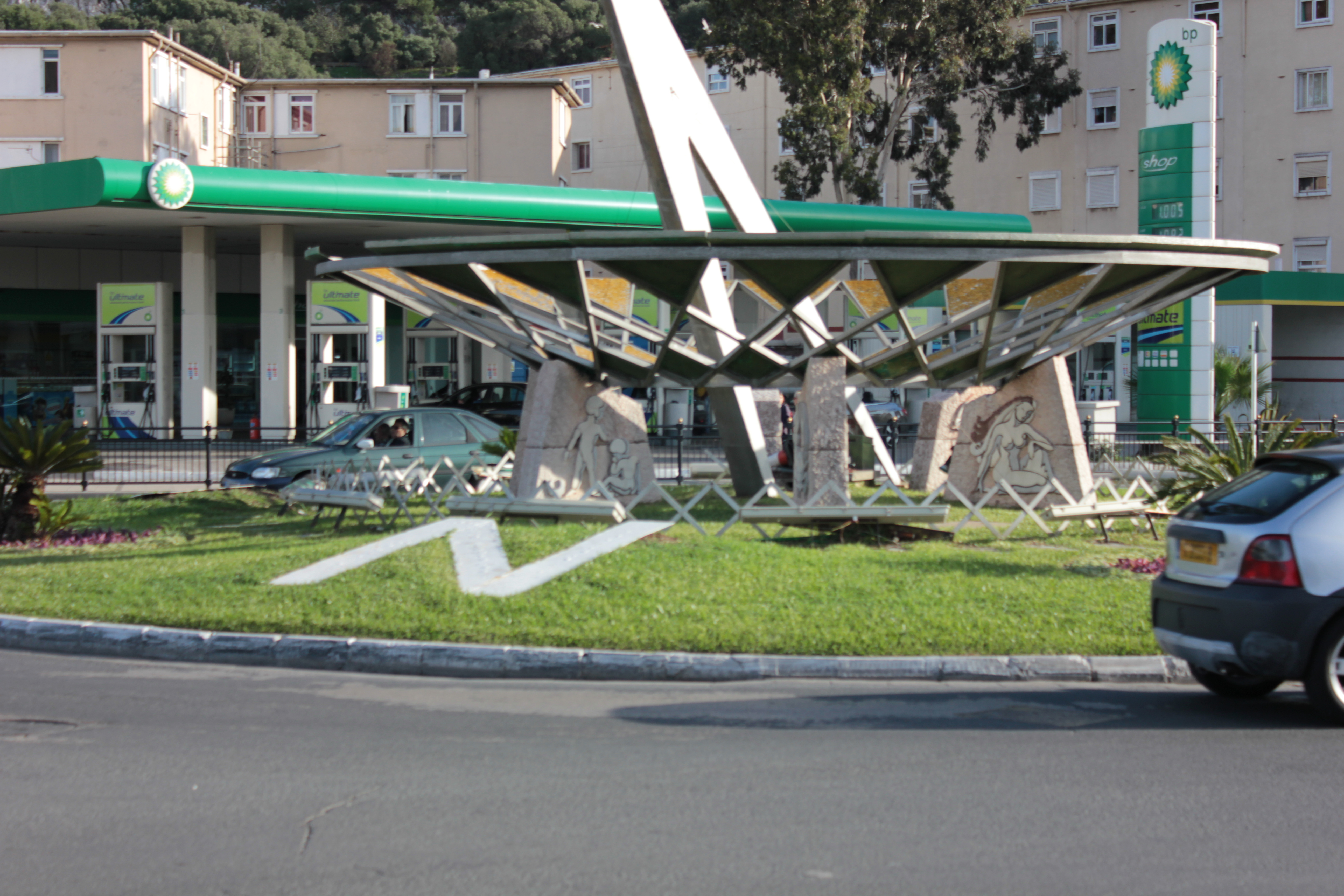
Una rotatoria in Winston Churchill Avenue, Gibilterra.

Oltre che a sculture che promuovono aspetti del territorio le rotatorie sono un luogo eccellente dove installare vere e proprie opere d'arte, in una galleria d'arte permanente di belle e "diversamente belle" sculture contemporanee, facilmente fruibili da tutti. Ci sono molti esempi di questa attitudine delle rotatorie nel mondo:
- Bend, Oregon: le sculture nelle rotatorie di Bend sono state premiate dagli Americans for the Arts per essere tra i 37 approcci più innovativi dell'arte pubblica negli Stati Uniti.[3] Seguendo la mappa del giro turistico si possono trovare 20 sculture poste nelle rotatorie della città di Bend.[4]
- Fuerteventura, Canarie, Spagna: il governo locale dei comuni ha esposto sculture nelle più importanti rotatorie.[5]
- Molti paesi in Europa (Francia per prima, ma anche Germania, Austria, Italia, Spagna, e altri) mostrano un uso diffuso delle rotatorie come luoghi dove installare opere d'arte contemporanea.[6][7]
- Un inventario delle rotatorie in Francia, realizzato da Marc Lescuyer, ha elencato 3 328 rotatorie con un decoro artistico, all'inizio del 2010.[6][8]
- Le opere d'arte nelle rotatorie dei comuni italiani non sono sempre accettate con entusiasmo.[9] In pochi casi sono state rimosse dopo l'inaugurazione perché pericolose in caso di incidente.[10] Nella maggior parte dei casi fanno invece parte dell'arredo urbano.[6][11][12][13][14]

## Aspetti dibattuti

### Aspetti positivi

Grafico comparativo dei conflitti tra i flussi di traffico in una rotatoria e un incrocio.

Contrariamente alle vecchie isole spartitraffico circolari, come già detto, la nuova rotatoria funziona con un controllo del flusso che avviene semplicemente dando la precedenza ai veicoli che hanno impegnato l'anello.
Il confronto fra un incrocio con semaforo, o una rotatoria di tipo tradizionale con precedenza a destra e la rotatoria con precedenza ai veicoli che la percorrono presenta indubbi vantaggi.
- maggior sicurezza, per la notevole riduzione dei punti di conflitto da 32 a 8, rispetto a un incrocio fra strade urbane (si veda il diagramma riportato nella voce), con riduzione dell'incidentalità superiore al 50% (l'obbligo di dare la precedenza ai veicoli che hanno già impegnato la rotatoria ha un effetto di controllo sulla velocità dei veicoli in transito). Inoltre, riducendosi le velocità in ingresso ed in circolo e l'angolo del potenziale impatto fra veicoli, si riducono sia la probabilità di incidenti sia la gravità delle conseguenze[15].  La riduzione dei punti di conflitto presuppone però che l'anello rotatorio sia ad unica corsia, ovvero che la circolazione avvenga per accodamento: qualora l'anello disponga di più corsie, i punti di conflitto dovuti alla possibilità di cambiare corsia diventano teoricamente infiniti.
- maggiore capacità di smaltire il traffico con snellimento nella circolazione, che prima era spesso bloccata dalle precedenze circolari con effetto di autosaturazione;
- tempi di attesa ridotti del 70% con regolarizzazione del flusso del traffico ed eliminazione totale dei tempi morti tra le commutazioni del semaforo, di norma imposti negli incroci semaforici come margini di sicurezza.
- minor inquinamento acustico e atmosferico, per la ridotta e più costante velocità e per l'abbattimento degli ingorghi interni all'anello e per l'eliminazione delle lunghe attese ai semafori che ne controllavano gli accessi;
- possibilità di inversione del senso di marcia;
- riduzione e moderazione del traffico;
- minori costi gestionali e di sorveglianza.

La diversa attribuzione della precedenza consente inoltre di ridurre notevolmente il diametro di ingombro complessivo, con importanti ricadute sull'uso del territorio. Tuttavia la necessità di anelli con diametro esterno di almeno 24-30 metri ne limita l'inserimento in ambito urbano già edificato. Le nuove rotatorie sono assai più sicure delle isole circolari spartitraffico e degli incroci tradizionali governati da semafori; si riportano:
- - 40% di collisioni fra veicoli;
- - 80% di danni alle persone;
- - 90% di danni gravi e mortali;

come appurato da diversi rilevamenti effettuati da diversi ricercatori, in diversi stati che hanno paragonato l'incidentalità nelle rotatorie con l'incidentalità degli incroci da queste rimpiazzate.
Appare evidente dal confronto fra i conflitti di flusso raffigurati nel grafico, la riduzione dell'80% delle interferenze fra le direzioni di marcia veicolare, che passa da 32 per un incrocio fra due strade di pari livello gerarchico, a solo quattro se queste sono mediate da una rotatoria. La rotatoria obbliga inoltre il guidatore a rallentare, limitando quindi la gravità di eventuali collisioni con altri veicoli.

### Aspetti negativi

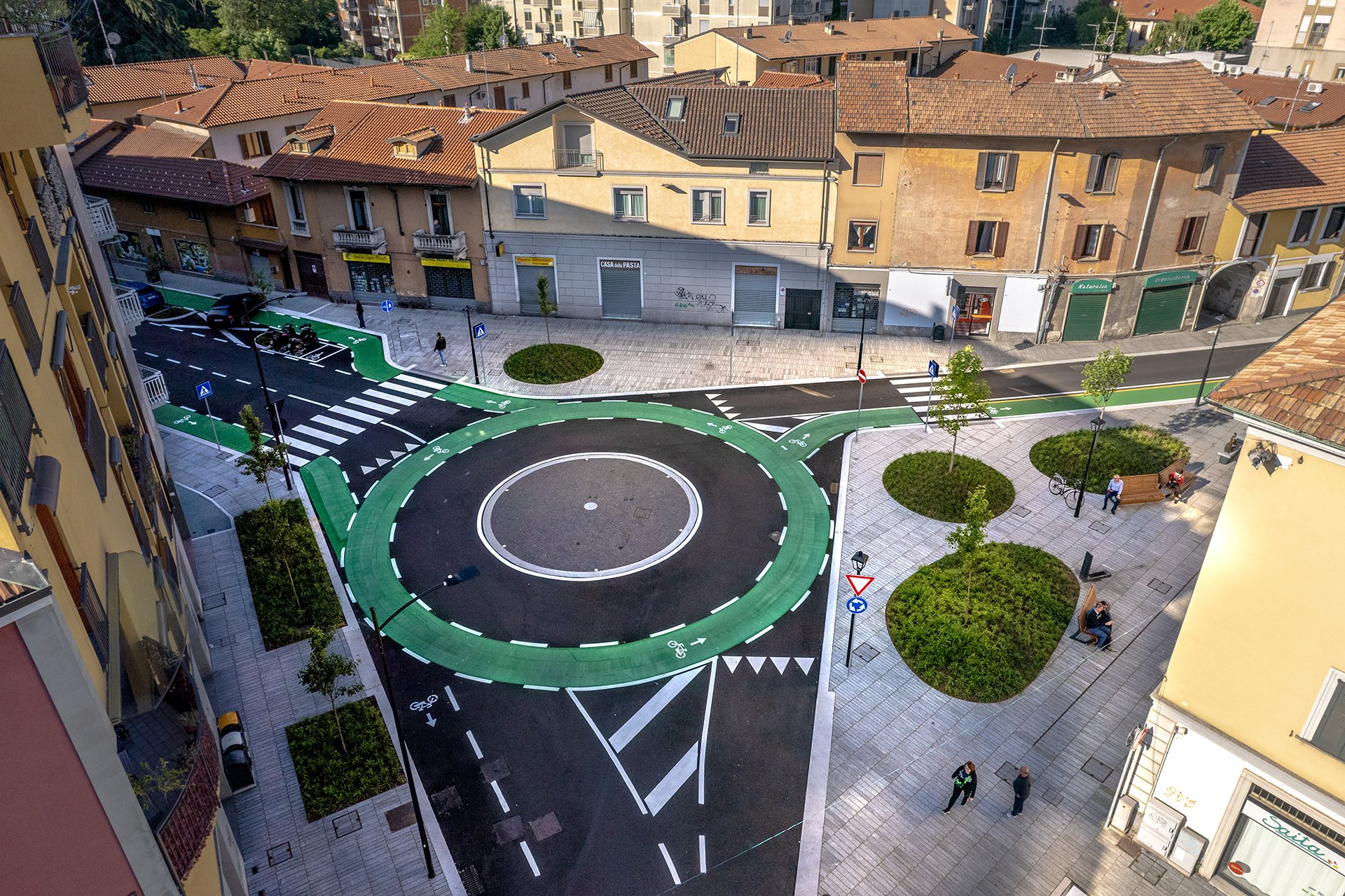
rotatoria con anello ciclabile

Rispetto a un incrocio semaforizzato, le rotatorie occupano generalmente più spazio e comportano maggiori costi di realizzazione. Nei pressi di ospedali possono risultare problematiche, in quanto non possono fornire una corsia riservata ai mezzi di soccorso, che invece è realizzabile asservendo il semaforo a un radiocomando messo a disposizione dei mezzi di soccorso, grazie al quale è possibile bloccare il traffico. Allo stesso modo, in una rotatoria non è possibile garantire una corsia riservata ai mezzi pubblici.
Per sua stessa natura e concezione, la rotatoria presuppone la pariteticità delle strade che collega, e risulta pertanto complessa la gerarchizzazione di strade di importanza e con portata di traffico fortemente differenziate, e la discriminazione nelle precedenze fra mezzi pubblici e mezzi privati. Le rotatorie risultano spesso difficili da attraversare e penalizzanti per ciclisti e pedoni:
- il flusso del traffico viene reso regolare, e non sono più disponibili i "tempi morti" che negli incroci regolati da semaforo consentono agli utenti più deboli di attraversare.
- per fluidificare il traffico, gli attraversamenti pedonali vengono spostati lontano dalle intersezioni, costringendo i pedoni a lunghe deviazioni.
- i ciclisti rischiano incidenti se si affiancano o vengono affiancati da altri veicoli durante l'attraversamento di una rotatoria: ciascun veicolo può infatti decidere di uscire dalla rotatoria in qualsiasi punto, non essendo sempre consapevole della presenza di un altro veicolo affiancato.

La massiccia introduzione di rotatorie tenderebbe quindi a rendere la città meno favorevole a chi non utilizza un'automobile per spostarsi e, nelle ore con meno traffico, risultano svantaggiose anche per le stesse auto perché troppe rotonde sul percorso obbligano a rallentare molto rendendo più lungo e meno confortevole il viaggio.

## Normativa nel mondo
Dal punto di vista normativo norme comportamentali vigenti per le rotatorie (come precedenze e uso degli indicatori di direzione) possono variare sensibilmente da nazione a nazione: ad esempio in Germania non è necessario azionare gli indicatori di direzione quando si entra nelle rotatorie mentre, al contrario, nel Regno Unito l'uso degli indicatori di direzione dipende dall'uscita che si intende imboccare.

### Italia

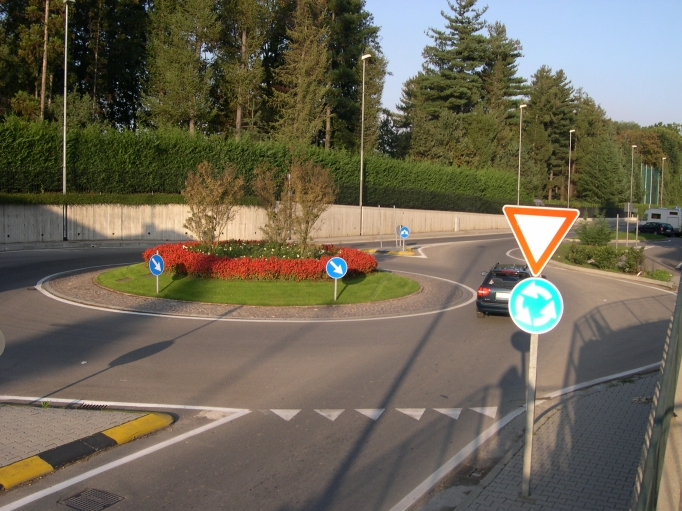
Piccola rotatoria italiana a tre bracci

Il codice della strada italiano non cita né regolamenta l'utilizzo di tali manufatti, una disciplina generale è contenuta in una circolare del Ministero delle infrastrutture e dei Trasporti la prot. 6935 del 22 marzo 2017, riguardante le procedure per il conseguimento della patente di guida italiana di categoria B, ha precisato tra l'altro le norme di comportamento per i candidati all'esame di guida in corrispondenza delle rotatorie, abolendo le precedenti norme contrastanti. 

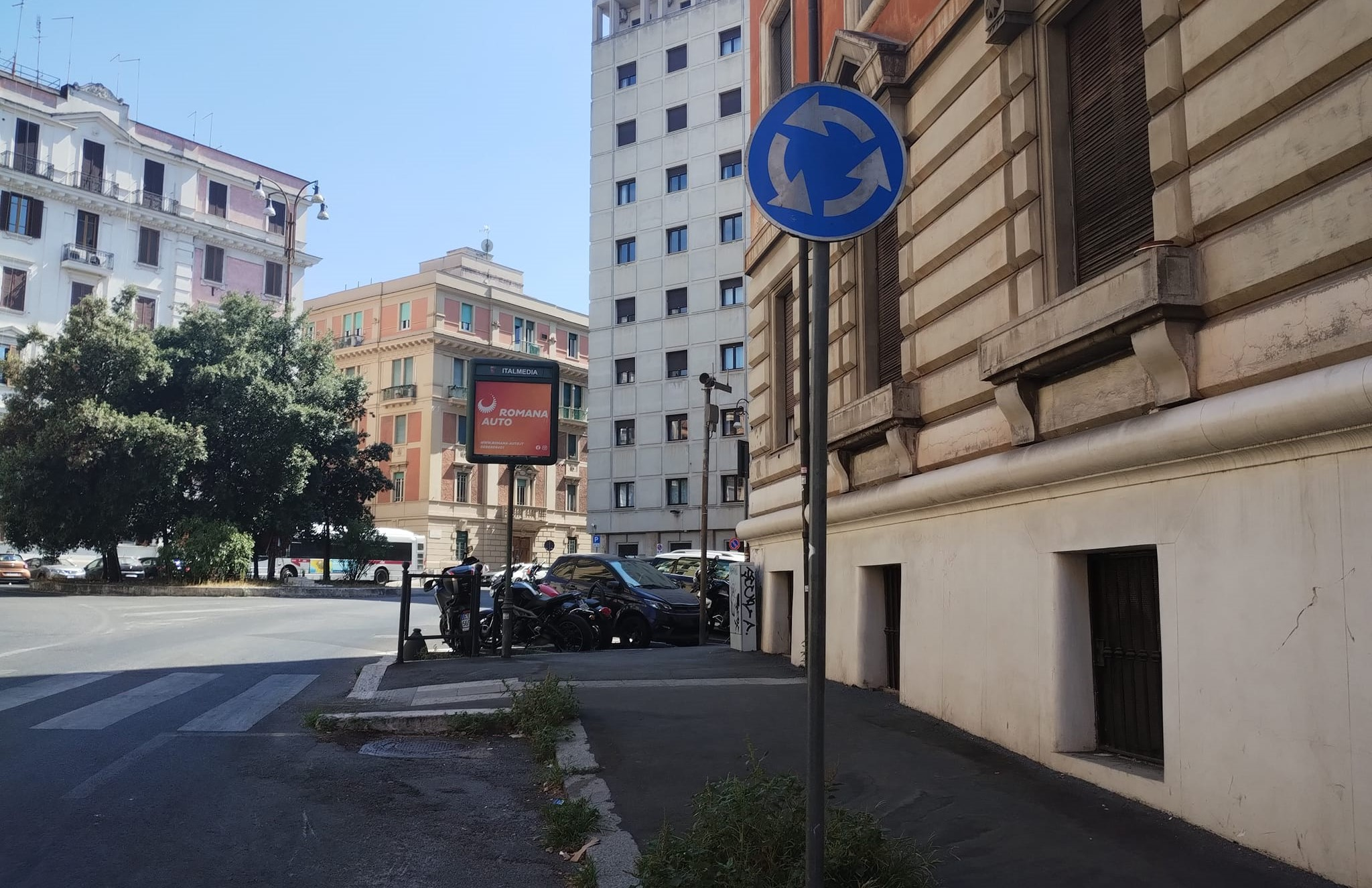
Un tipo di rotatoria "all'italiana" senza il segnale di dare precedenza, ormai in disuso

Oltre a precisare che la rotatoria sia a tutti gli effetti un'intersezione, che le uscite dalla rotatoria siano da considerarsi delle svolta e che, in mancanza di apposita segnaletica, valga la regola generale della precedenza a destra (nonostante la rarità di rotatorie di questo tipo) la circolare indica anche il corretto utilizzo degli indicatori di direzioni e il corretto uso delle corsie.
Vengono distinti i seguenti casi:
Rotatoria a una corsia con accesso ad una corsia - qualsiasi svolta
- Il guidatore deve immettersi stando vicino al margine destro della strada.
- Se intende uscire al primo braccio, il guidatore deve azionare l'indicatore di direzione destro immettendosi nella rotatoria.
- Se intende uscire ad un braccio diverso dal primo il guidatore non deve azionare nessun indicatore immettendosi nella rotatoria; deve azionare l'indicatore destro in corrispondenza del braccio in cui intende uscire.

Rotatoria a due o più corsie con accesso con due o più corsie - uscita sul lato destro della rotatoria (rispetto all'asse di simmetria)
- Il guidatore deve immettersi stando vicino al margine destro della strada.
- Il guidatore deve circolare nella corsia di destra della rotatoria.
- Se intende uscire al primo braccio, il guidatore deve azionare l'indicatore di direzione destro immettendosi nella rotatoria.
- Se intende uscire ad un braccio di destra diverso dal primo il guidatore non deve azionare nessun indicatore immettendosi nella rotatoria; deve azionare l'indicatore destro in corrispondenza del braccio in cui intende uscire.

Rotatoria a due o più corsie con accesso con due o più corsie - proseguire dritto (rispetto all'asse di simmetria)
- Il guidatore deve immettersi dalla corsia di destra e circolare nella corsia di destra della rotatoria; se tuttavia il traffico è intenso il guidatore può scegliere qualsiasi corsia per l'immissione e deve circolare nella stessa corsia all'interno della rotatoria.
- Per uscire dalla rotatoria il guidatore deve posizionarsi nella corsia di destra con sufficiente anticipo (azionando l'indicatore destro) tranne che in caso di traffico inteso quando l'immissione può essere fatta anche dalla corsia interna, a patto che i conducenti nella corsia interna intendano anch'essi uscire.
- In ogni caso il guidatore deve utilizzare l'indicatore destro in corrispondenza del braccio in cui intende uscire.

Rotatoria a due o più corsie con accesso con due o più corsie - svolta a sinistra (rispetto all'asse di simmetria)
- Il guidatore deve immettersi dalla corsia di sinistra e durante l'immissione deve essere azionato l'indicatore sinistro.
- Durante la circolazione sulla corsia sinistra della rotatoria l'indicatore di direzione sinistro deve essere mantenuto attivo.
- Per uscire dalla rotatoria il guidatore deve posizionarsi nella corsia di destra con sufficiente anticipo (attivando l'indicatore destro).
- In ogni caso il guidatore deve utilizzare l'indicatore destro in corrispondenza del braccio in cui intende uscire.
- In presenza di traffico intenso e di impossibilità di occupare la corsia di immissione sinistra, l'immissione in rotatoria può essere effettuata anche dalla corsia di destra.